# Нові Ішли
Нові Ішли́ (рос. Новые Ишлы, башк. Яңы Ишле) — село у складі Міякинського району Башкортостану, Росія. Входить до складу Качегановської сільської ради.
Населення — 467 осіб (2010; 563 в 2002).
Національний склад:
- татари — 72%
- башкири — 27%